# Campeonato Mundial de Atletismo de 2023 - 100 m masculino
A disputa na modalidade 100 metros rasos masculino no Campeonato Mundial de Atletismo de 2023 fora realizada nos dias 19 e 20 de agosto no Centro Atlético Nacional em Budapeste, na Hungria. Ao todo, 75 corredores de 57 Comitês Olímpicos Nacionais estavam previstos a participarem do evento.

## Resumo
Antes da competição, 13 atletas possuíam marcas abaixo de 9s 90 na temporada, a disputa, por conta disso, neste ano, estava competitiva e rápida. O campeão do ano na NCAA, Cravont Charleston, não passou pelas eliminatórias. Por sua vez, o campeão olímpico na época, Marcell Jacobs e o campeão mundial da prova, Fred Kerley não chegaram à final. Apesar disso, o campeão dos 200 metros na edição anterior da prova, Noah Lyles, afirmou estar em busca de três medalhas de ouro, apesar de ter terminado apenas em terceiro no campeonato realizado nos Estados Unidos. Oblique Seville, corredor jamaicano estabeleceu o tempo mais rápido nesta disputa: 9s 86 durante as eliminatórias.
Na final, o campeão na edição de 2019 da prova, Christian Coleman, fez jus à sua reputação, saindo mais rápido e um pouco à frente do campeão sub-20, Letsile Tebogo e Ryiem Forde. Na metade do percurso, Coleman tinha um metro e meio à frente dos próximos do grupo: Seville, Lyles e Zharnel Hughes, mas os três estavam se aproximando. Nos 30 metros seguintes, Lyles ganhou uma ligeira vantagem sobre Hughes e Seville, empatando com Coleman e Tebogo. Nos 20 metros finais, Lyles continuou a encurtar a estreita distância enquanto Coleman saía pela retaguarda. Lyles cruzou a linha de chegada como um vencedor claro, com Tebogo, Hughes e Seville acertando a linha juntos. A foto final revelou Tebogo em segundo, um milésimo à frente de Hughes pelo bronze, com Sevilha apenas três milésimos atrás dele. A marca de 9s 88 de Tebogo melhorou seu próprio recorde nacional de Botswana pela sétima vez; e sua medalha de prata foi a primeira conquistada por um africano nos 100m em campeonatos mundiais.

## Recordes
Antes da competição os recordes eram os seguintes:
| Recorde                                       | Atleta & CON             | Marca | Localidade                  | Data                   |
| --------------------------------------------- | ------------------------ | ----- | --------------------------- | ---------------------- |
| Recorde mundial                               | Usain Bolt (JAM)         | 9.58  | Berlim, Alemanha            | 16 de agosto de 2009   |
| Recorde do campeonato                         | Usain Bolt (JAM)         | 9.58  | Berlim, Alemanha            | 16 de agosto de 2009   |
| Recorde do ano                                | Zharnel Hughes (GBR)     | 9.83  | Nova Iorque, Estados Unidos | 24 de junho de 2023    |
| Recorde da África                             | Ferdinand Omanyala (KEN) | 9.77  | Nairóbi, Quénia             | 18 de setembro de 2021 |
| Recorde da Ásia                               | Su Bingtian (CHN)        | 9.83  | Tóquio, Japão               | 1 de agosto de 2021    |
| Recorde da América do Norte, Central e Caribe | Usain Bolt (JAM)         | 9.58  | Berlim, Alemanha            | 16 de agosto de 2009   |
| Recorde da América do Sul                     | Issamade Asinga (SUR)    | 9.89  | São Paulo, Brasil           | 28 de julho de 2023    |
| Recorde da Europa                             | Marcell Jacobs (ITA)     | 9.80  | Tóquio, Japão               | 1 de agosto de 2021    |
| Recorde da Oceania                            | Patrick Johnson (AUS)    | 9.93  | Mito, Japão                 | 5 de maio de 2003      |

O seguinte recorde foi estabelecido durante esta competição:
| Recorde        | Marca | Atleta     | CON | Data                 |
| -------------- | ----- | ---------- | --- | -------------------- |
| Recorde do ano | 9.83  | Noah Lyles | USA | 20 de agosto de 2023 |

## Medalhistas
| Ouro                        | Prata                     | Bronze                        |
| Noah Lyles · Estados Unidos | Letsile Tebogo · Botswana | Zharnel Hughes · Grã-Bretanha |

## Tempo de qualificação
O tempo de qualificação para qualificar-se automaticamente a prova foi de 10,00 segundos.

## Calendário
A programação do evento, no horário local (UTC+2), era a seguinte:
| Data         | Horário | Rodada        |
| ------------ | ------- | ------------- |
| 19 de agosto | 13:35   | Preliminares  |
| 19 de agosto | 19:43   | Eliminatórias |
| 20 de agosto | 16:35   | Semifinais    |
| 20 de agosto | 19:10   | Final         |

## Resultados

### Preliminares
A fase preliminar foi disputada no dia 19 de agosto, com os 33 atletas qualificados sendo divididos em três baterias contendo oito atletas cada, e uma de nove atletas. Os dois primeiros atletas de cada bateria ( Q )e os próximos dois mais rápidos( q ) qualificaram-se às eliminatórias. Os resultados foram os seguintes:
Vento:
Bateria 1: 0.0 m/s, Bateria 2: +0.2 m/s, Bateria 3: −0.8 m/s, Bateria 4: −0.3 m/s.
| Pos. | Bateria | Corredor                   | CON                             | Tempo | Notas                |
| ---- | ------- | -------------------------- | ------------------------------- | ----- | -------------------- |
| 1    | 2       | Muhd Azeem Fahmi           | Malásia                         | 10.24 | Q                    |
| 2    | 1       | Emanuel Archibald          | Guiana                          | 10.27 | Q                    |
| 3    | 4       | Ebrahima Camara            | Gâmbia                          | 10.32 | Q                    |
| 4    | 3       | Imranur Rahman             | Bangladesh                      | 10.50 | Q                    |
| 5    | 1       | Bence Boros                | Hungria                         | 10.70 | Q                    |
| 6    | 1       | Kin Wa Chan                | Macau                           | 10.79 | q                    |
| 7    | 4       | Joseph Green               | Guam                            | 10.84 | Q,                   |
| 8    | 4       | Favoris Muzrapov           | Tajiquistão                     | 10.86 | q                    |
| 9    | 3       | Onisio Pereia              | Moçambique                      | 10.89 | Q                    |
| 10   | 3       | Alisher Sadulayev          | Turquemenistão                  | 10.90 |                      |
| 11   | 2       | Brandon Jones              | Belize                          | 10.94 | Q                    |
| 12   | 3       | Melique Garcia             | Honduras                        | 10.96 |                      |
| 13   | 1       | Terrone Webster            | Anguila                         | 11.03 |                      |
| 14   | 2       | Seco Camara                | Guiné-Bissau                    | 11.04 |                      |
| 15   | 2       | Aayush Kunwar              | Nepal                           | 11.07 |                      |
| 16   | 3       | Melino Tafuna              | Tonga                           | 11.14 | Recorde pessoal      |
| 17   | 1       | Timur Isakov               | Quirguistão                     | 11.22 | Recorde pessoal      |
| 18   | 2       | Winzar Kakiouea            | Nauru                           | 11.23 | Recorde pessoal      |
| 19   | 4       | Nujoom Hassan              | Maldivas                        | 11.30 | Recorde pessoal      |
| 20   | 4       | Nathan Crumpton            | Samoa Americana                 | 11.32 | Recorde da temporada |
| 21   | 2       | Kylian Vatrican            | Mónaco                          | 11.44 | Recorde da temporada |
| 22   | 1       | Karalo Hepoiteloto Maibuca | Tuvalu                          | 11.55 | Recorde da temporada |
| 23   | 3       | Manuihei Teaha             | Polinésia Francesa              | 11.66 | Recorde pessoal      |
| 24   | 4       | Scott James Fiti           | Estados Federados da Micronésia | 11.69 |                      |
| 25   | 3       | Ty'ree Langidrik           | Ilhas Marshall                  | 11.78 | Recorde pessoal      |
| 26   | 1       | Tauro Tiaon                | Kiribati                        | 12.00 | Recorde pessoal      |
| 27   | 3       | Said Gilani                | Afeganistão                     | DNF   | DNF                  |
| 27   | 2       | Dylan Sicobo               | Seicheles                       | DNS   | DNS                  |
| 27   | 4       | Olivier Mwimba             | República Democrática do Congo  | DNS   | DNS                  |

### Eliminatórias
As eliminatórias foram disputadas no dia 19 de agosto, com os 56 atletas envolvidos divididos em 7 baterias contendo 8 atletas cada. Os 3 primeiros atletas de cada bateria ( Q ) e os próximos 3 mais rápidos ( q ) qualificaram-se às semifinais. Os resultados foram os seguintes::
Vento:
Bateria 1: 0.0 m/s, Bateria 2: −0.6 m/s, Bateria 3: 0.0 m/s, Bateria 4: −0.4 m/s, Bateria 5: 0.0 m/s, Bateria 6: −0.4 m/s, Bateria 7: −0.1 m/s.
| Pos. | Bateria | Corredor                  | CON                      | Tempo         | Notas   |
| ---- | ------- | ------------------------- | ------------------------ | ------------- | ------- |
| 1    | 5       | Oblique Seville           | Jamaica                  | 9.86          | Q,      |
| 2    | 2       | Noah Lyles                | Estados Unidos           | 9.95          | Q       |
| 3    | 7       | Akani Simbine             | África do Sul            | 9.97 [.967]   | Q       |
| 4    | 2       | Ferdinand Omanyala        | Quênia                   | 9.97 [.968]   | Q       |
| 5    | 7       | Christian Coleman         | Estados Unidos           | 9.98          | Q       |
| 6    | 5       | Fred Kerley               | Estados Unidos           | 9.99          | Q       |
| 7    | 1       | Zharnel Hughes            | Reino Unido              | 10.00         | Q       |
| 8    | 1       | Ryiem Forde               | Jamaica                  | 10.01         | Q       |
| 9    | 6       | Abdul Hakim Sani Brown    | Japão                    | 10.07 [0.062] | Q,      |
| 10   | 1       | Seye Ogunlewe             | Nigéria                  | 10.07 [0.068] | Q       |
| 11   | 3       | Raphael Bouju             | Países Baixos            | 10.09         | Q       |
| 12   | 3       | Eugene Amo-Dadzie         | Reino Unido              | 10.10         | Q       |
| 13   | 4       | Letsile Tebogo            | Botswana                 | 10.11 [0.102] | Q       |
| 14   | 4       | Rohan Browning            | Austrália                | 10.11 [0.103] | Q       |
| 15   | 6       | Rohan Watson              | Jamaica                  | 10.11 [0.107] | Q       |
| 16   | 1       | Dominik Kopeć             | Polónia                  | 10.12         | q       |
| 17   | 3       | Emmanuel Matadi           | Libéria                  | 10.13         | Q       |
| 18   | 4       | Reece Prescod             | Reino Unido              | 10.14         | Q       |
| 19   | 6       | Marcell Jacobs            | Itália                   | 10.15         | Q,      |
| 20   | 5       | Henrik Larsson            | Suécia                   | 10.16 [0.156] | Q       |
| 20   | 6       | Brendon Rodney            | Canadá                   | 10.16 [0.156] | q       |
| 22   | 2       | Usheoritse Itsekiri       | Nigéria                  | 10.17 [0.161] | Q       |
| 23   | 1       | Hassan Taftian            | Irão                     | 10.17 [0.163] |         |
| 24   | 3       | Benjamin Richardson       | África do Sul            | 10.17 [0.167] |         |
| 25   | 3       | Cravont Charleston        | Estados Unidos           | 10.18 [0.175] |         |
| 26   | 6       | Rikkoi Brathwaite         | Ilhas Virgens Britânicas | 10.18 [0.179] |         |
| 27   | 5       | Mouhamadou Fall           | França                   | 10.19         |         |
| 28   | 5       | Ebrahima Camara           | Gâmbia                   | 10.20 [0.192] |         |
| 29   | 7       | Emanuel Archibald         | Guiana                   | 10.20 [0.193] | Q       |
| 29   | 7       | Hiroki Yanagita           | Japão                    | 10.20 [0.193] | Q       |
| 31   | 4       | Shaun Maswanganyi         | África do Sul            | 10.21         |         |
| 32   | 4       | Ryuichiro Sakai           | Japão                    | 10.22         |         |
| 33   | 4       | Cejhae Greene             | Antígua e Barbuda        | 10.23         |         |
| 34   | 5       | Paulo André de Oliveira   | Brasil                   | 10.25 [0.242] |         |
| 35   | 3       | Felipe Bardi              | Brasil                   | 10.25 [0.243] |         |
| 36   | 3       | Ján Volko                 | Eslováquia               | 10.25 [0.250] |         |
| 37   | 1       | Tiaan Whelpton            | Nova Zelândia            | 10.26 [0.254] |         |
| 38   | 2       | Samuele Ceccarelli        | Itália                   | 10.26 [0.255] |         |
| 39   | 4       | Muhd Azeem Fahmi          | Malásia                  | 10.26 [0.259] |         |
| 40   | 2       | Jerome Blake              | Canadá                   | 10.29         |         |
| 41   | 7       | Julian Wagner             | Alemanha                 | 10.31         |         |
| 42   | 6       | Terrence Jones            | Bahamas                  | 10.32         |         |
| 43   | 7       | Erik Cardoso              | Brasil                   | 10.36         |         |
| 44   | 2       | Emmanuel Eseme            | Camarões                 | 10.41 [0.404] |         |
| 45   | 6       | Imranur Rahman            | Bangladesh               | 10.41 [0.409] |         |
| 46   | 7       | Markus Fuchs              | Áustria                  | 10.43         |         |
| 47   | 2       | Jake Doran                | Austrália                | 10.48         |         |
| 48   | 4       | Bence Boros               | Hungria                  | 10.70         |         |
| 49   | 2       | Kin Wa Chan               | Macau                    | 10.83         |         |
| 50   | 7       | Joseph Green              | Guam                     | 10.91         |         |
| 51   | 5       | Brandon Jones             | Belize                   | 10.95         |         |
| 52   | 1       | Favoris Muzrapov          | Tajiquistão              | 10.99         |         |
| 53   | 3       | Onisio Pereia             | Moçambique               | 11.09         |         |
| 54   | 6       | Ronal Longa               | Colômbia                 | 11.31         |         |
| 55   | 1       | Arthur Cissé              | Costa do Marfim          | 11.58         |         |
| 56   | 5       | Favour Oghene Tejiri Ashe | Nigéria                  | DSQ           | TR 16.8 |

### Semifinais
A semifinal fora disputada no dia 20 de agosto, com os 24 atletas envolvidos sendo divididos em 3 baterias contendo 8 atletas cada. Os 2 primeiros atletas de cada Bateria ( Q ) e os próximos 2 mais rápidos ( q ) qualificaram-se à final. O resultado oficial final fora o seguinte:
Vento:
Bateria 1: +0.3 m/s, Bateria 2: 0.0 m/s, Bateria 3: −0.3 m/s
| Pos. | Bateria | Corredor               | CON            | Tempo | Notas                |
| ---- | ------- | ---------------------- | -------------- | ----- | -------------------- |
| 1    | 1       | Noah Lyles             | Estados Unidos | 9.87  | Q,                   |
| 2    | 2       | Christian Coleman      | Estados Unidos | 9.88  | Q,                   |
| 3    | 3       | Oblique Seville        | Jamaica        | 9.90  | Q                    |
| 4    | 2       | Zharnel Hughes         | Reino Unido    | 9.93  | Q                    |
| 5    | 2       | Ryiem Forde            | Jamaica        | 9.95  | q,                   |
| 6    | 1       | Abdul Hakim Sani Brown | Japão          | 9.97  | Q, =                 |
| 7    | 3       | Letsile Tebogo         | Botswana       | 9.98  | Q                    |
| 8    | 1       | Ferdinand Omanyala     | Quênia         | 10.01 | q                    |
| 9    | 3       | Fred Kerley            | Estados Unidos | 10.02 |                      |
| 10   | 1       | Eugene Amo-Dadzie      | Reino Unido    | 10.03 |                      |
| 11   | 2       | Emmanuel Matadi        | Libéria        | 10.04 |                      |
| 12   | 1       | Marcell Jacobs         | Itália         | 10.05 | Recorde da temporada |
| 13   | 1       | Rohan Watson           | Jamaica        | 10.07 |                      |
| 14   | 3       | Rohan Browning         | Austrália      | 10.11 |                      |
| 15   | 2       | Seye Ogunlewe          | Nigéria        | 10.12 |                      |
| 16   | 3       | Emanuel Archibald      | Guiana         | 10.13 | Recorde pessoal      |
| 17   | 2       | Hiroki Yanagita        | Japão          | 10.14 |                      |
| 18   | 1       | Dominik Kopeć          | Polónia        | 10.15 |                      |
| 19   | 1       | Usheoritse Itsekiri    | Nigéria        | 10.19 |                      |
| 20   | 3       | Raphael Bouju          | Países Baixos  | 10.20 |                      |
| 21   | 3       | Henrik Larsson         | Suécia         | 10.20 |                      |
| 22   | 3       | Brendon Rodney         | Canadá         | 10.25 |                      |
| 23   | 3       | Reece Prescod          | Reino Unido    | 10.26 |                      |
| 24   | 2       | Akani Simbine          | África do Sul  | DSQ   | TR 16.8              |

### Final
A final fora disputada às 19h10 no dia 20 de agosto. O resultado oficial fora o seguinte:
Vento: 0.0 m/s.
| Pos.              | Raia | Corredor               | CON            | Tempo       | Notas            |
| ----------------- | ---- | ---------------------- | -------------- | ----------- | ---------------- |
| Medalha de ouro   | 6    | Noah Lyles             | Estados Unidos | 9.83        | =,               |
| Medalha de prata  | 3    | Letsile Tebogo         | Botswana       | 9.88 [.873] | Recorde nacional |
| Medalha de bronze | 5    | Zharnel Hughes         | Reino Unido    | 9.88 [.874] |                  |
| 4                 | 7    | Oblique Seville        | Jamaica        | 9.88 [.877] |                  |
| 5                 | 4    | Christian Coleman      | Estados Unidos | 9.92        |                  |
| 6                 | 8    | Abdul Hakim Sani Brown | Japão          | 10.04       |                  |
| 7                 | 9    | Ferdinand Omanyala     | Quênia         | 10.07       |                  |
| 8                 | 2    | Ryiem Forde            | Jamaica        | 10.08       |                  |

Legenda
| Recorde mundial       | Recorde mundial (World record)               |                       | Recorde africano                      | Recorde africano (African) |                                           | Q | Classificado por posição (Qualified) |
| Recorde do campeonato | Recorde do campeonato (Championship record)  | Recorde da América    | Recorde da América (Americas)         | q                          | Classificado por melhor tempo (Qualified) |   |                                      |
| Melhor marca do ano   | Melhor marca do ano (World leading)          | Recorde asiático      | Recorde asiático (Asian)              | DNS                        | Não largou (Did not start)                |   |                                      |
| Recorde nacional      | Recorde nacional (National record)           | Recorde europeu       | Recorde europeu (European)            | DNF                        | Não terminou (Did not finish)             |   |                                      |
| Recorde pessoal       | Recorde pessoal do atleta (Personal best)    | Recorde da Oceania    | Recorde da Oceania (Oceania)          | DSQ / DQ                   | Desclassificado (Disqualified)            |   |                                      |
| Recorde da temporada  | Recorde da temporada do atleta (Season best) | Recorde sul-americano | Recorde sul-americano (South America) | NM                         | Sem marca (No mark)                       |   |                                      |